# Croda dei Toni
De Croda dei Toni (Duits: Zwölfer) is een berggroep in de Italiaanse Dolomieten. De groep ligt ten oosten van de bekende rotstorens van de Tre Cime di Lavaredo op de grens van de regio's Veneto en Trentino-Zuid Tirol. Het hoogste punt wordt gevormd door de gelijknamige bergtop. Andere belangrijke toppen zijn de Anticima Ovest (3011 m), Cima Piccola (2917 m) en Croda Antonio Berti (3029 m)
De westzijde van de Croda dei Toni is vanwege zijn 700 meter hoge steile wand meteen herkenbaar. Deze is goed te zien vanaf de Forcella di Lavaredo (2454 m) en de nabije Monte Paterno. Nabij de groep liggen de berghutten Comici (2224 m) en Carducci (2297 m). Op de bergpas Forcella dell'Agnello ligt de kleine bivakhut De Toni (2567 m).